# Habartice (Libereci járás)
Habartice település Csehországban, Libereci járásban. Habartice Pertoltice, Černousy, Zawidów, Stary Zawidów és Miedziana településekkel határos. Lakosainak száma 485 fő (2024. január 1.).

## Népesség
A település lakosságának változását az alábbi diagram mutatja:
| Lakosok száma | 846  | 1306 | 1236 | 607  | 471  | 464  | 517  | 507  | 473  | 485  |
|               | 1869 | 1890 | 1921 | 1950 | 1980 | 2001 | 2017 | 2019 | 2022 | 2024 |